# Sterculia
Sterculia är ett släkte av malvaväxter. Sterculia ingår i familjen malvaväxter.

## Bildgalleri

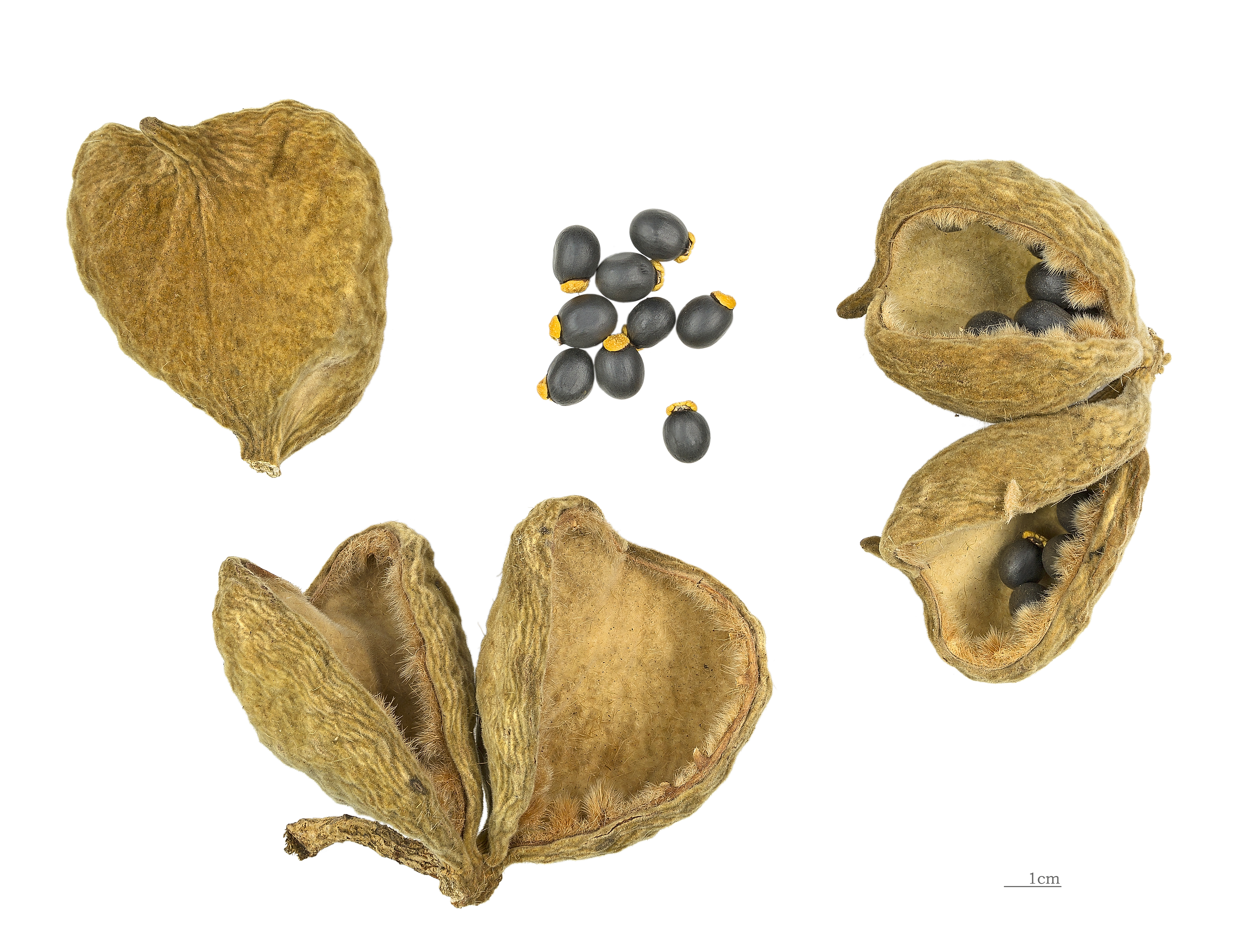
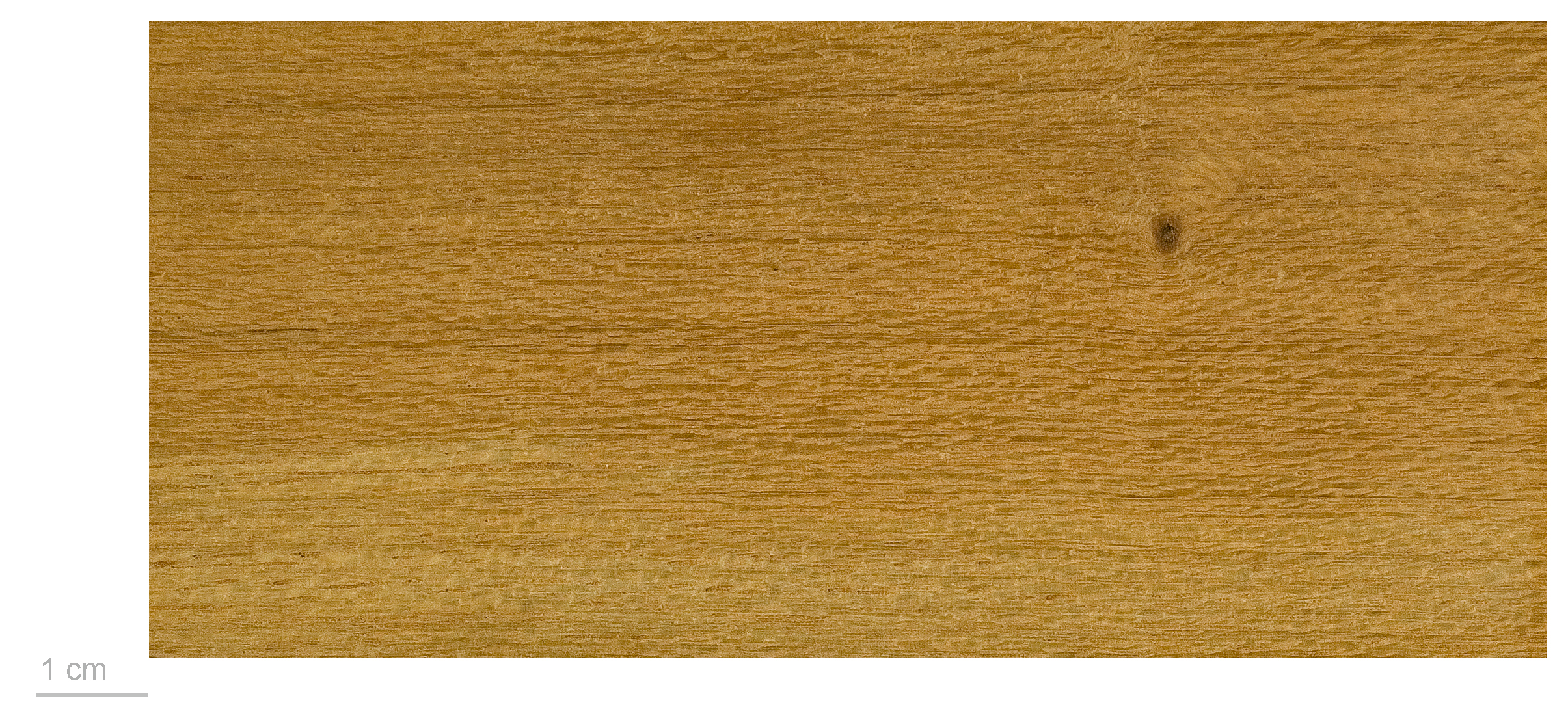
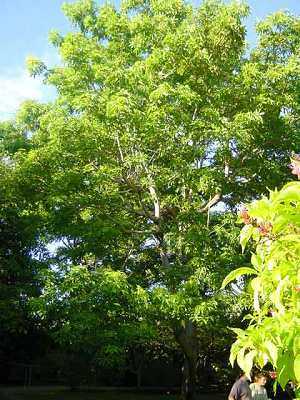
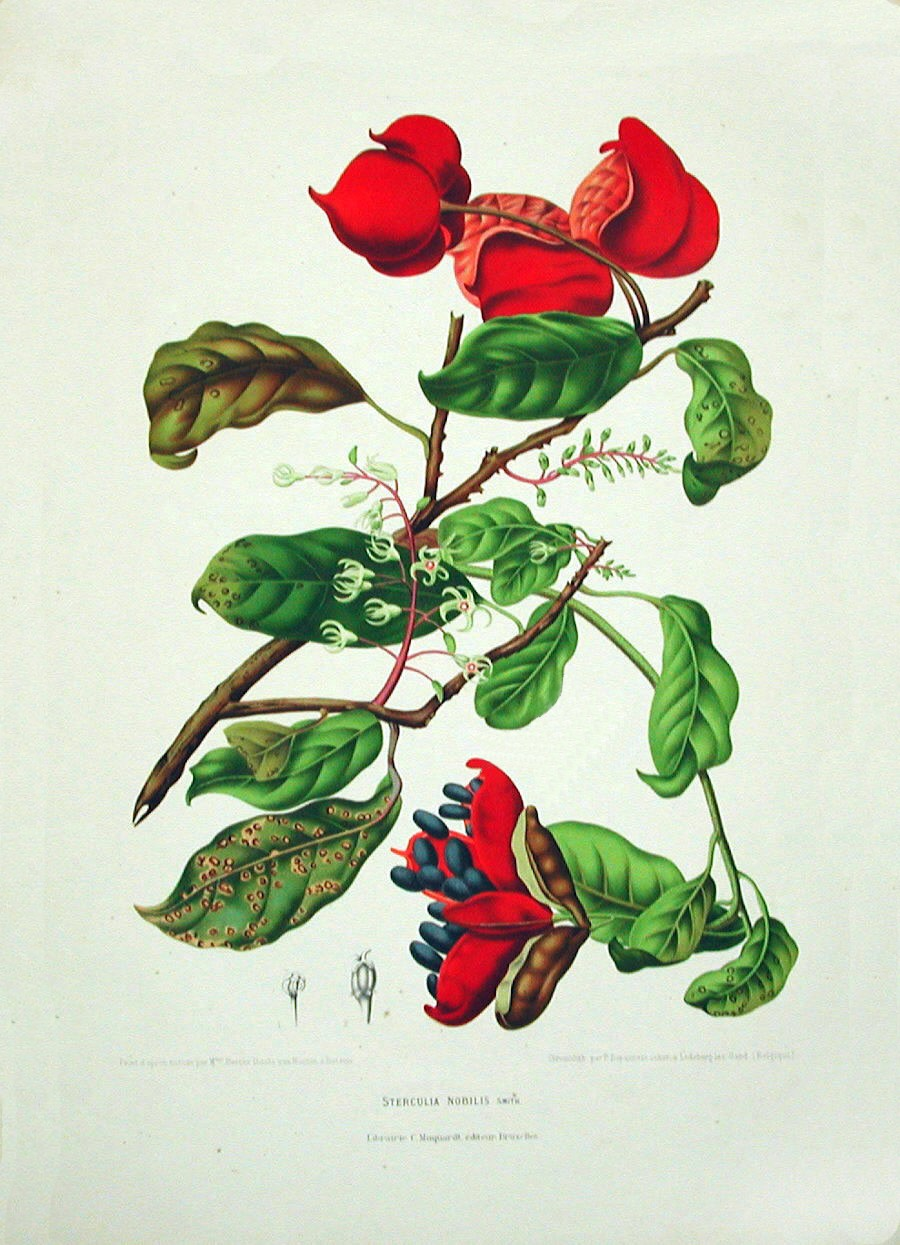
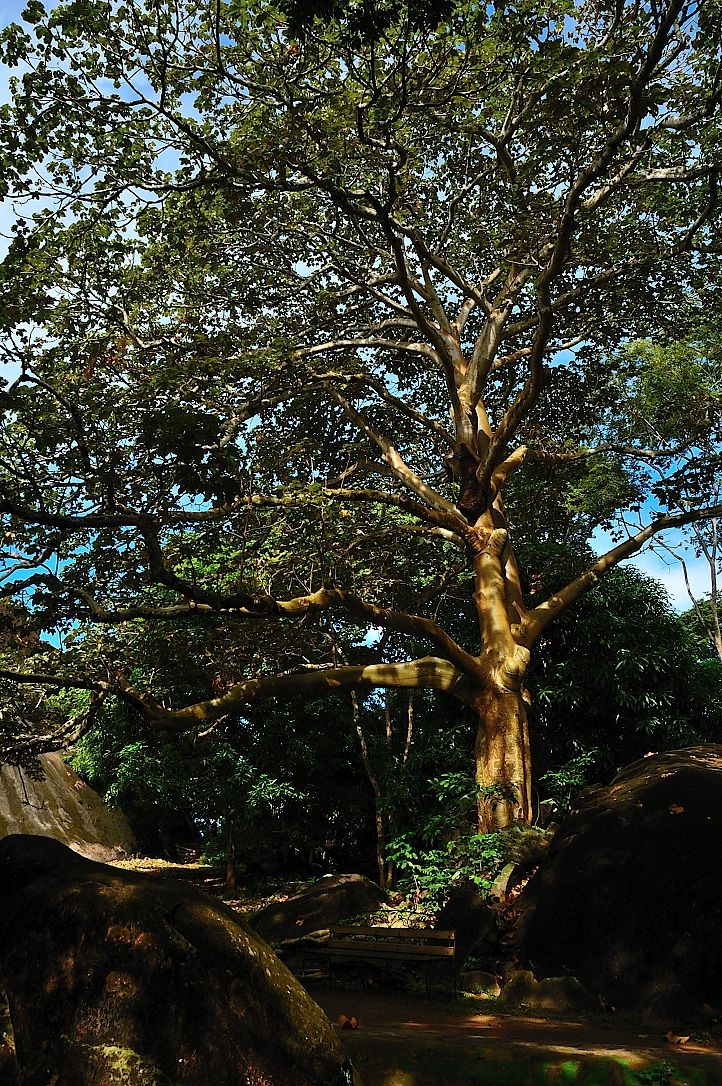
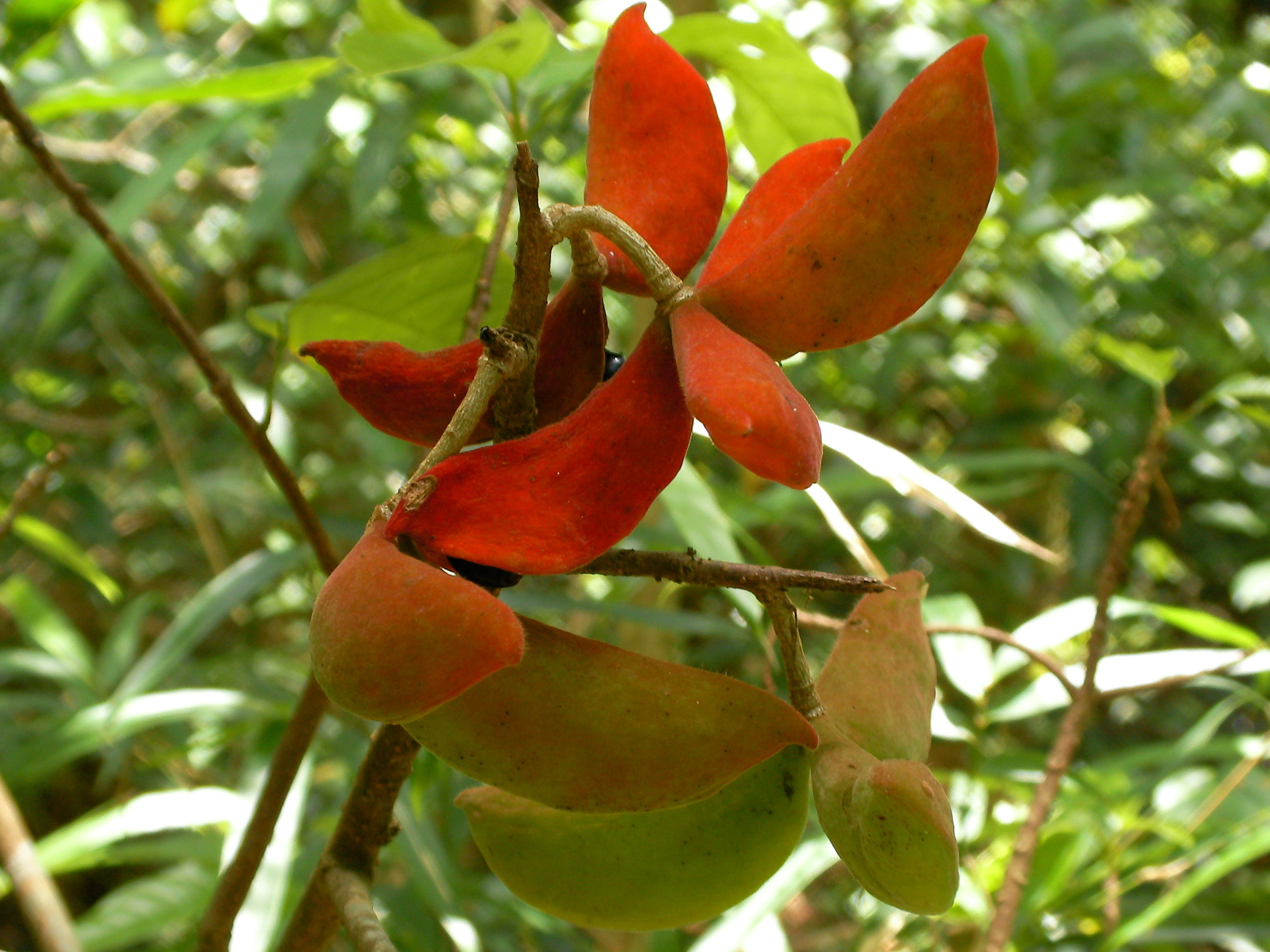

## Dottertaxa tillSterculia, i alfabetisk ordning[1]
- Sterculia abbreviata
- Sterculia acuminatissima
- Sterculia aerisperma
- Sterculia africana
- Sterculia albidiflora
- Sterculia alexandri
- Sterculia amazonica
- Sterculia ampla
- Sterculia apeibophylla
- Sterculia apetala
- Sterculia appendiculata
- Sterculia arabica
- Sterculia backeri
- Sterculia balanghas
- Sterculia bammleri
- Sterculia banksiana
- Sterculia bracteata
- Sterculia brevissima
- Sterculia campaniflora
- Sterculia caribaea
- Sterculia carrii
- Sterculia ceramica
- Sterculia cheekei
- Sterculia chicomendesii
- Sterculia chlamydothyrsa
- Sterculia chrysodasys
- Sterculia cinerea
- Sterculia cinnamomifolia
- Sterculia cochinchinensis
- Sterculia cognata
- Sterculia colombiana
- Sterculia comorensis
- Sterculia comosa
- Sterculia cordata
- Sterculia corrugata
- Sterculia costaricana
- Sterculia crassinervia
- Sterculia cuneifolia
- Sterculia curiosa
- Sterculia cuspidata
- Sterculia dactylocarpa
- Sterculia darbyshirei
- Sterculia dasyphylla
- Sterculia dawei
- Sterculia duckei
- Sterculia edelfeltii
- Sterculia ellipticifolia
- Sterculia elmeri
- Sterculia euosma
- Sterculia excelsa
- Sterculia fanaiho
- Sterculia foetida
- Sterculia frondosa
- Sterculia gengmaensis
- Sterculia gilva
- Sterculia glauca
- Sterculia gracilipes
- Sterculia grandifolia
- Sterculia guangxiensis
- Sterculia guapayensis
- Sterculia guianensis
- Sterculia guttata
- Sterculia hainanensis
- Sterculia hamiltonii
- Sterculia harmandii
- Sterculia henryi
- Sterculia hewittii
- Sterculia hymenocalyx
- Sterculia hypochroa
- Sterculia impressinervis
- Sterculia insularis
- Sterculia kayae
- Sterculia khasiana
- Sterculia killipiana
- Sterculia kingii
- Sterculia kingtungensis
- Sterculia kostermansiana
- Sterculia lancaviensis
- Sterculia lanceifolia
- Sterculia lanceolata
- Sterculia laxiflora
- Sterculia lepidotostellata
- Sterculia linguifolia
- Sterculia lisae
- Sterculia lissophylla
- Sterculia longifolia
- Sterculia longipetiolata
- Sterculia macrophylla
- Sterculia macrostemon
- Sterculia mastersii
- Sterculia megistophylla
- Sterculia membranacea
- Sterculia mexicana
- Sterculia mhosya
- Sterculia micrantha
- Sterculia mindorensis
- Sterculia monticola
- Sterculia morobeensis
- Sterculia multiovula
- Sterculia murex
- Sterculia nobilis
- Sterculia oblonga
- Sterculia oblongata
- Sterculia palauensis
- Sterculia papuana
- Sterculia parviflora
- Sterculia parvifolia
- Sterculia peekelii
- Sterculia pendula
- Sterculia perryae
- Sterculia peruviana
- Sterculia pexa
- Sterculia pierrei
- Sterculia pinbienensis
- Sterculia pojoira
- Sterculia ponapensis
- Sterculia populnifolia
- Sterculia pruriens
- Sterculia pseudopeltata
- Sterculia quinqueloba
- Sterculia radicans
- Sterculia rebeccae
- Sterculia recordiana
- Sterculia rhinopetala
- Sterculia rhoidifolia
- Sterculia rhynchocarpa
- Sterculia rhynchophylla
- Sterculia rigidifolia
- Sterculia ripicola
- Sterculia rogersii
- Sterculia rubiginosa
- Sterculia rugosa
- Sterculia sangirensis
- Sterculia scandens
- Sterculia schlechteri
- Sterculia schliebenii
- Sterculia scortechinii
- Sterculia setigera
- Sterculia shillinglawii
- Sterculia simaoensis
- Sterculia spangleri
- Sterculia spatulata
- Sterculia speciosa
- Sterculia stenocarpa
- Sterculia steyermarkii
- Sterculia stigmarota
- Sterculia stipulata
- Sterculia stipulifera
- Sterculia striata
- Sterculia striatiflora
- Sterculia subnobilis
- Sterculia subpeltata
- Sterculia subracemosa
- Sterculia subviolacea
- Sterculia tannaensis
- Sterculia tantraensis
- Sterculia tavia
- Sterculia tessmannii
- Sterculia tragacantha
- Sterculia tragacanthoides
- Sterculia treubii
- Sterculia urceolata
- Sterculia urens
- Sterculia urophylla
- Sterculia venezuelensis
- Sterculia versicolor
- Sterculia villifera
- Sterculia villosa
- Sterculia vitiensis
- Sterculia xolocotzii
- Sterculia yatesii
- Sterculia yuanjiangensis
- Sterculia zeylanica